# 埔裏社撫墾局
埔裏社撫墾局為台灣撫墾局轄下的地方分支單位，成立於1886年的台灣清治時期末，為中台灣南投山地行政的權責機關。埔裡即為今日的埔里一帶。
該局轄下統轄蜈蚣崙分局、木屐囒分局，而局裡設委員、通事、醫生、教讀、剃頭匠等人員。